# Măhal, Cluj

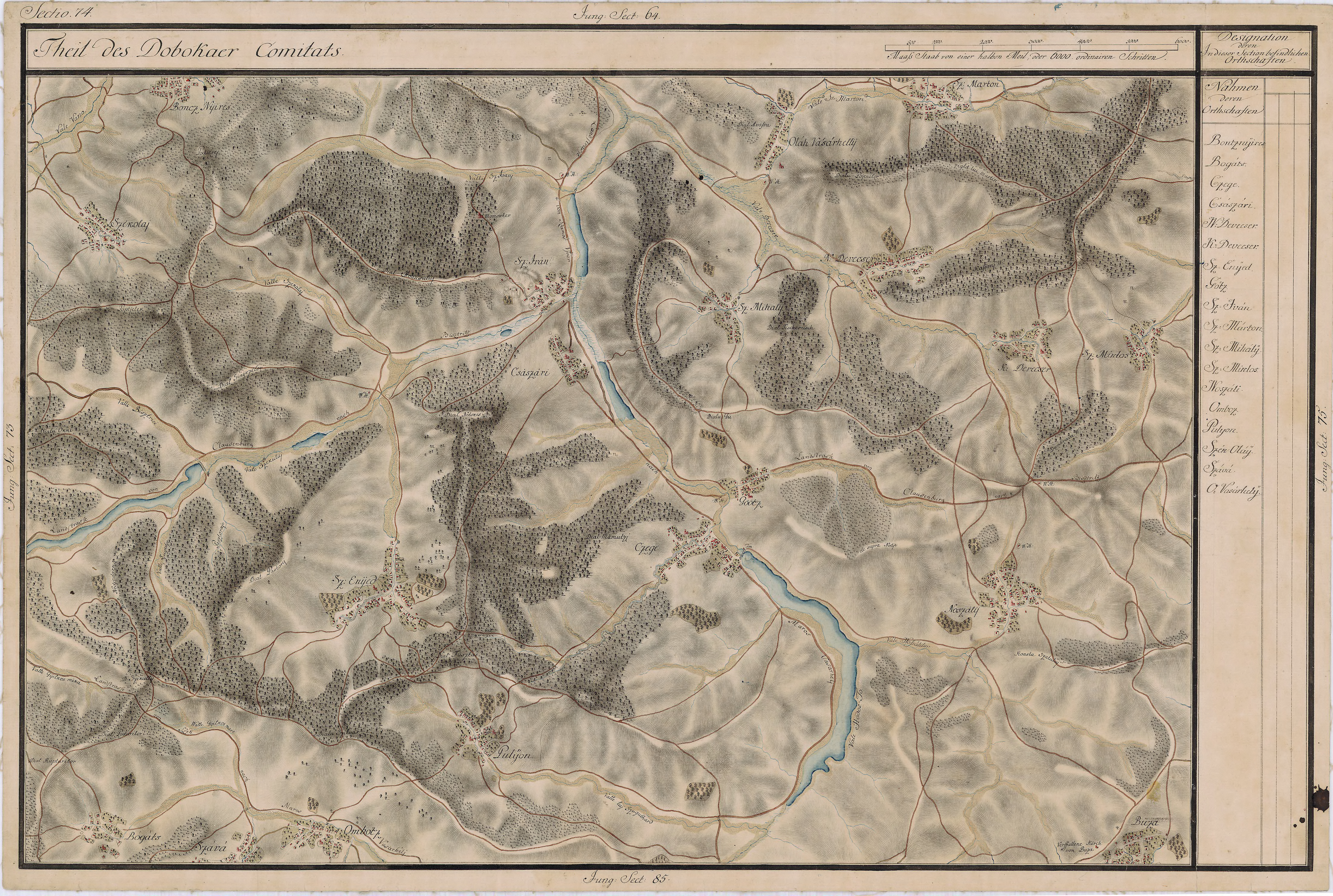
Măhal în Harta Iosefină a Transilvaniei, 1769-73

Măhal (în maghiară Mohaly) este un sat în comuna Sânmărtin din județul Cluj, Transilvania, România.

## Istoric

### Perioada Medievală
În Evul Mediu sat românesc, aparținând domeniului funciar al familiei nobiliare maghiare Wass.
Atestat prima dată la 1230, confirmat ca danie de către regele Bela al Ungariei.
În 1357 voievodul Andrei cere conventului din Cluj-Mănăștur hotărnicirea moșiei cu scopul de a îl pune pe Nicolae Wass în stăpânire.
În 1366 magistrul Desideriu de Țaga e scutit de datul oilor după moșia Măhal de către regele Ludovic.
În 1368 regele Ludovic dăruiește moșia lui Deziederiu Wass și fraților săi.
Documentele folosesc expresia „possesione olachali”, fiind considerat un sat în care românii se ocupau cu creșterea oilor.

## Galerie de imagini

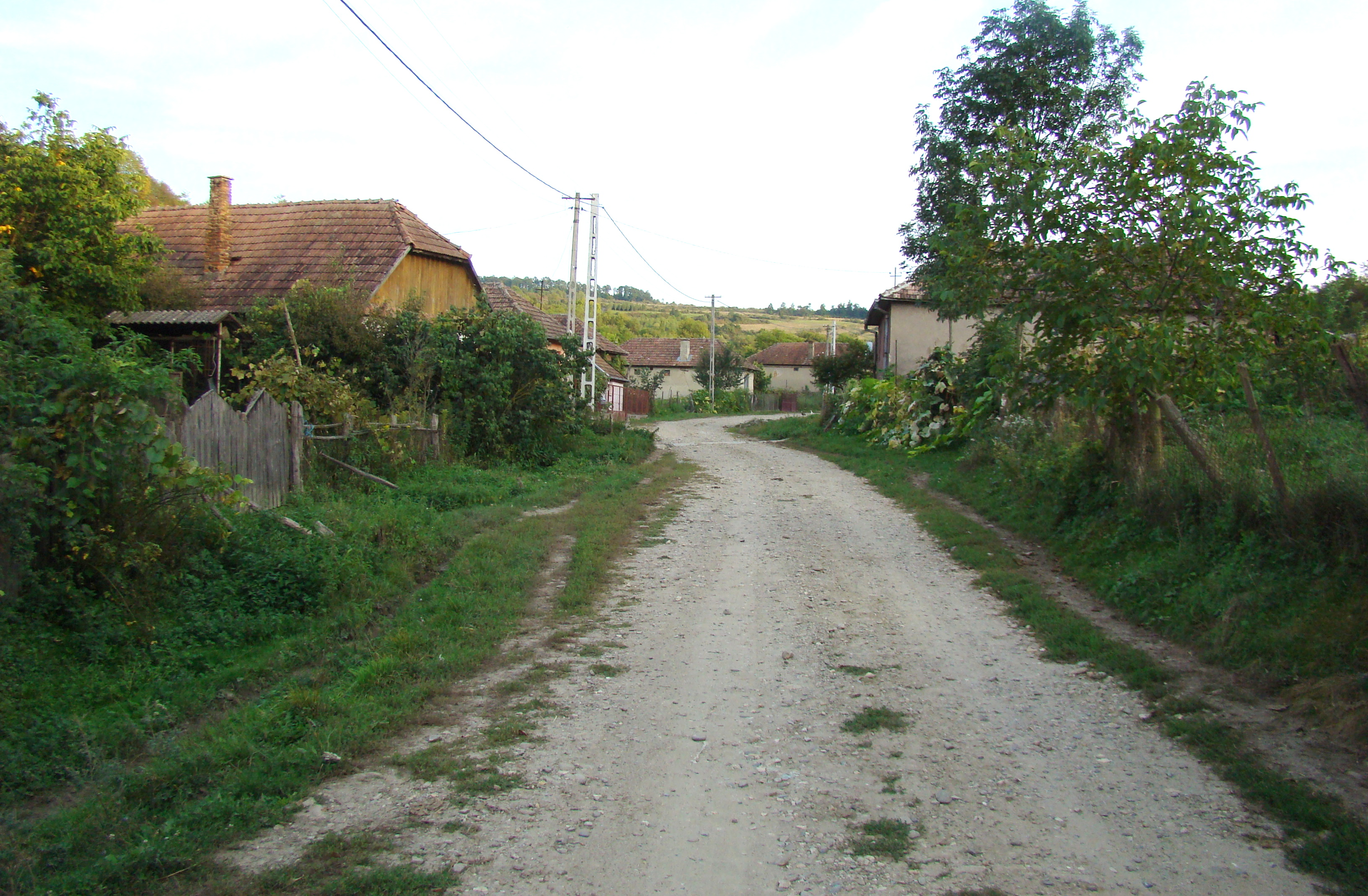
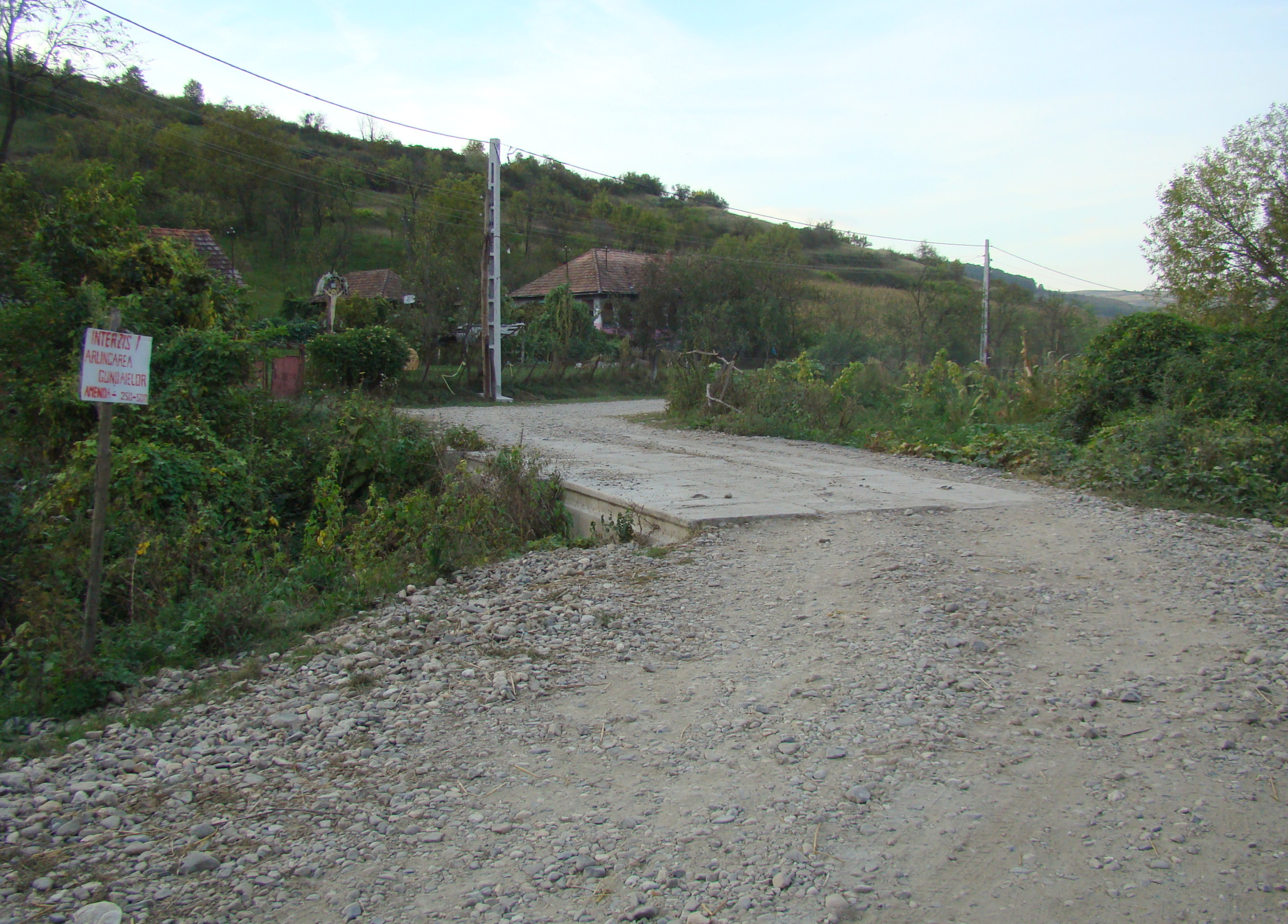
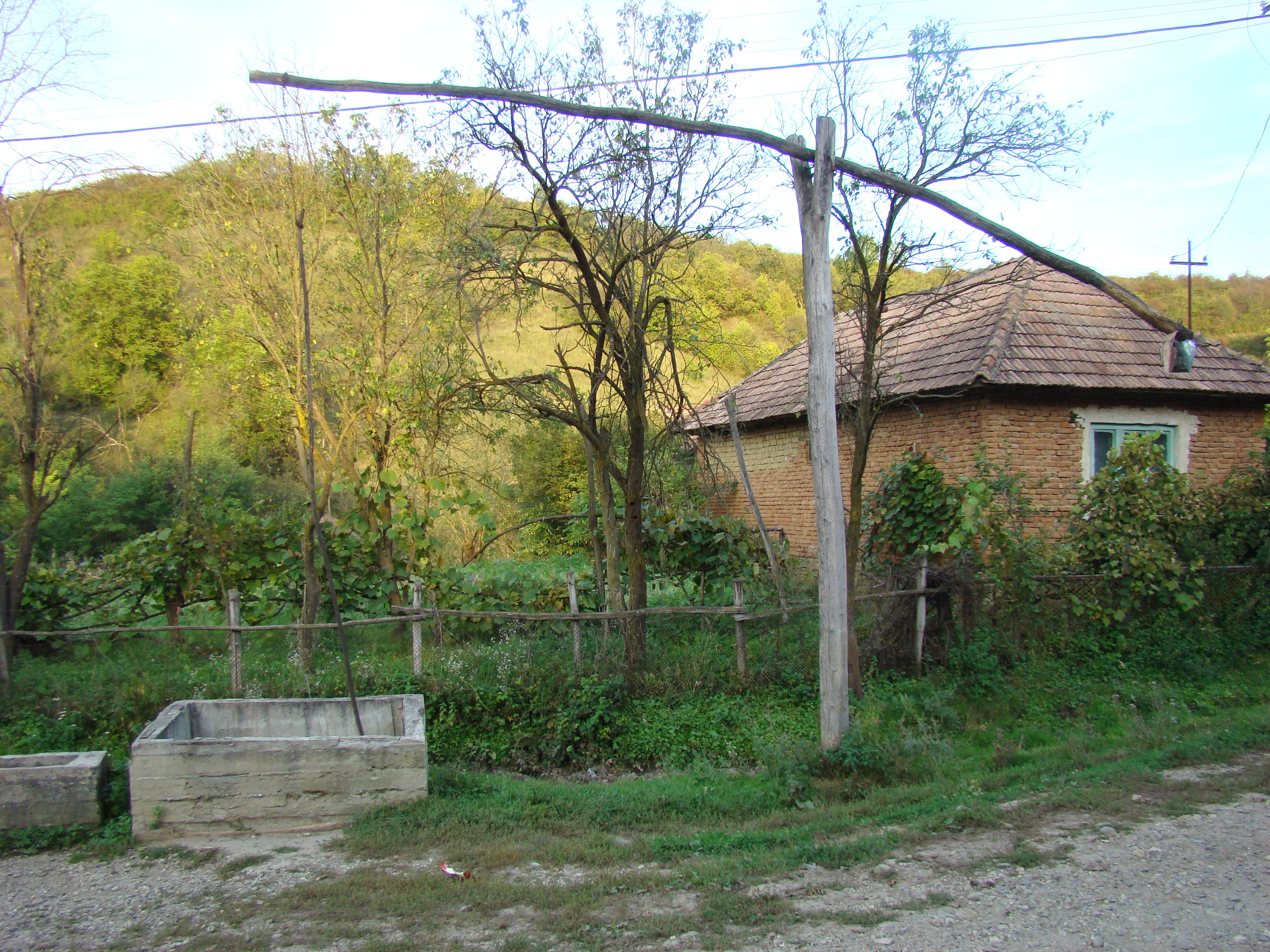
Fântână cu cumpănă
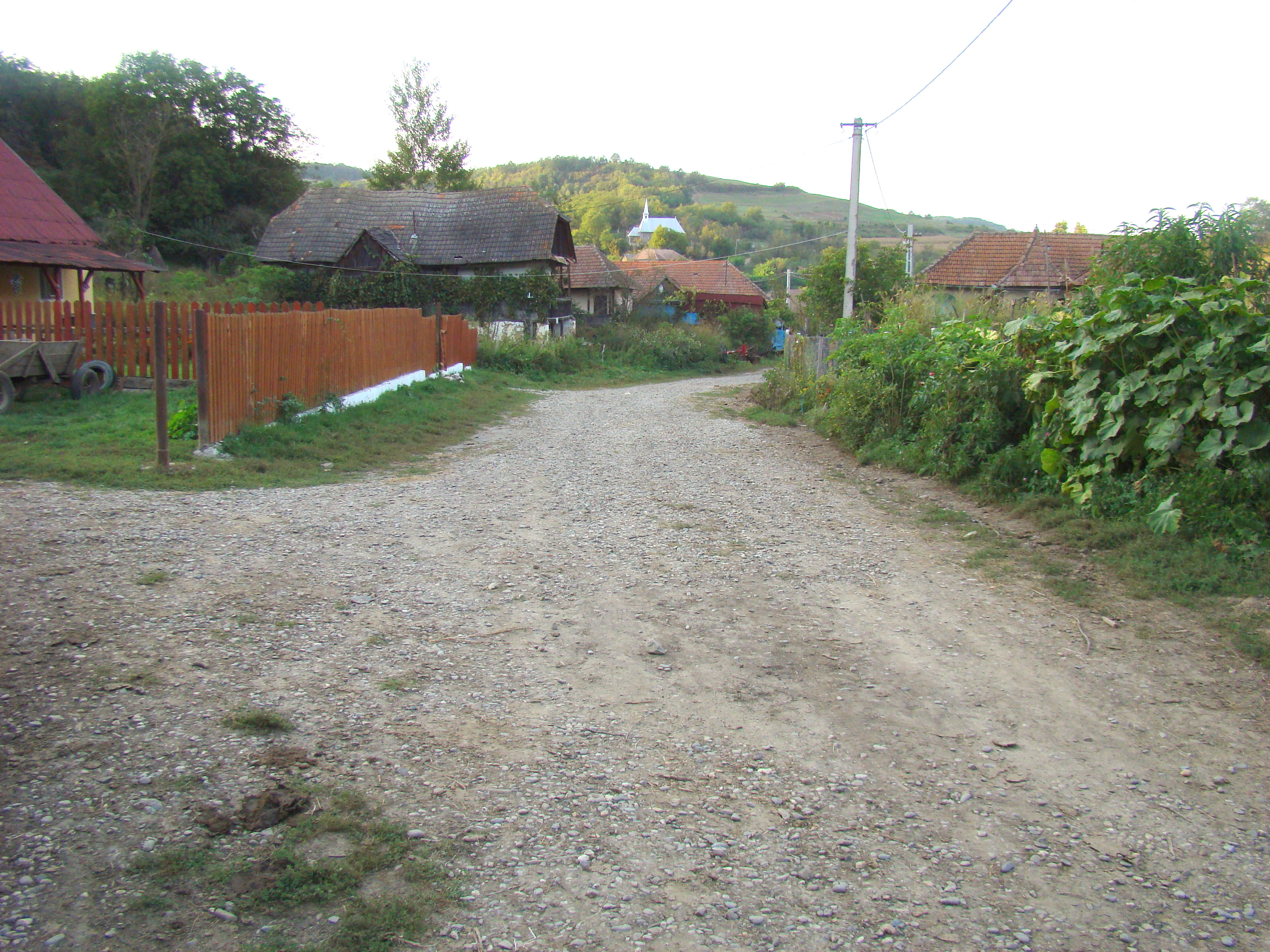
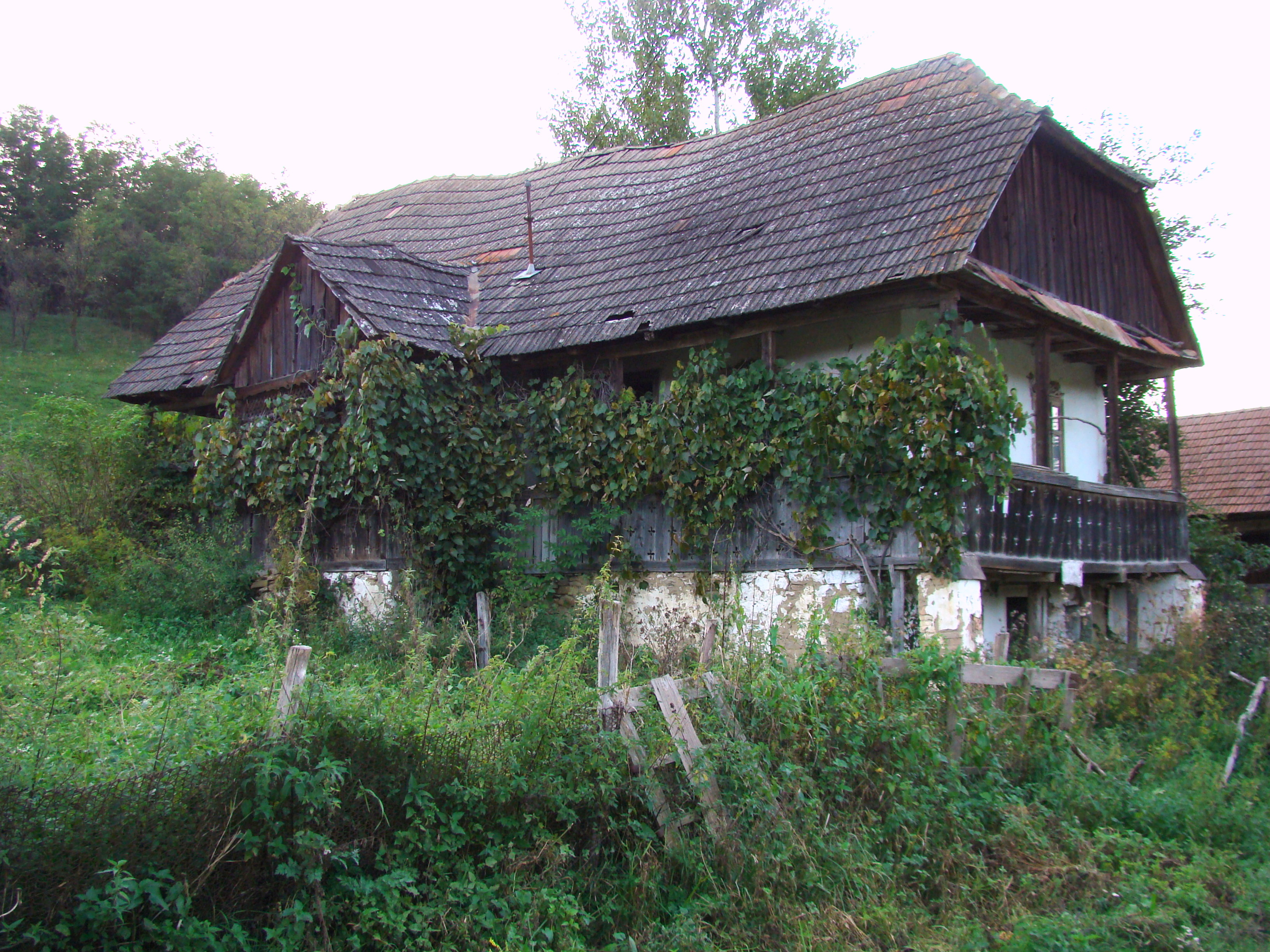
Casă tradițională din lemn
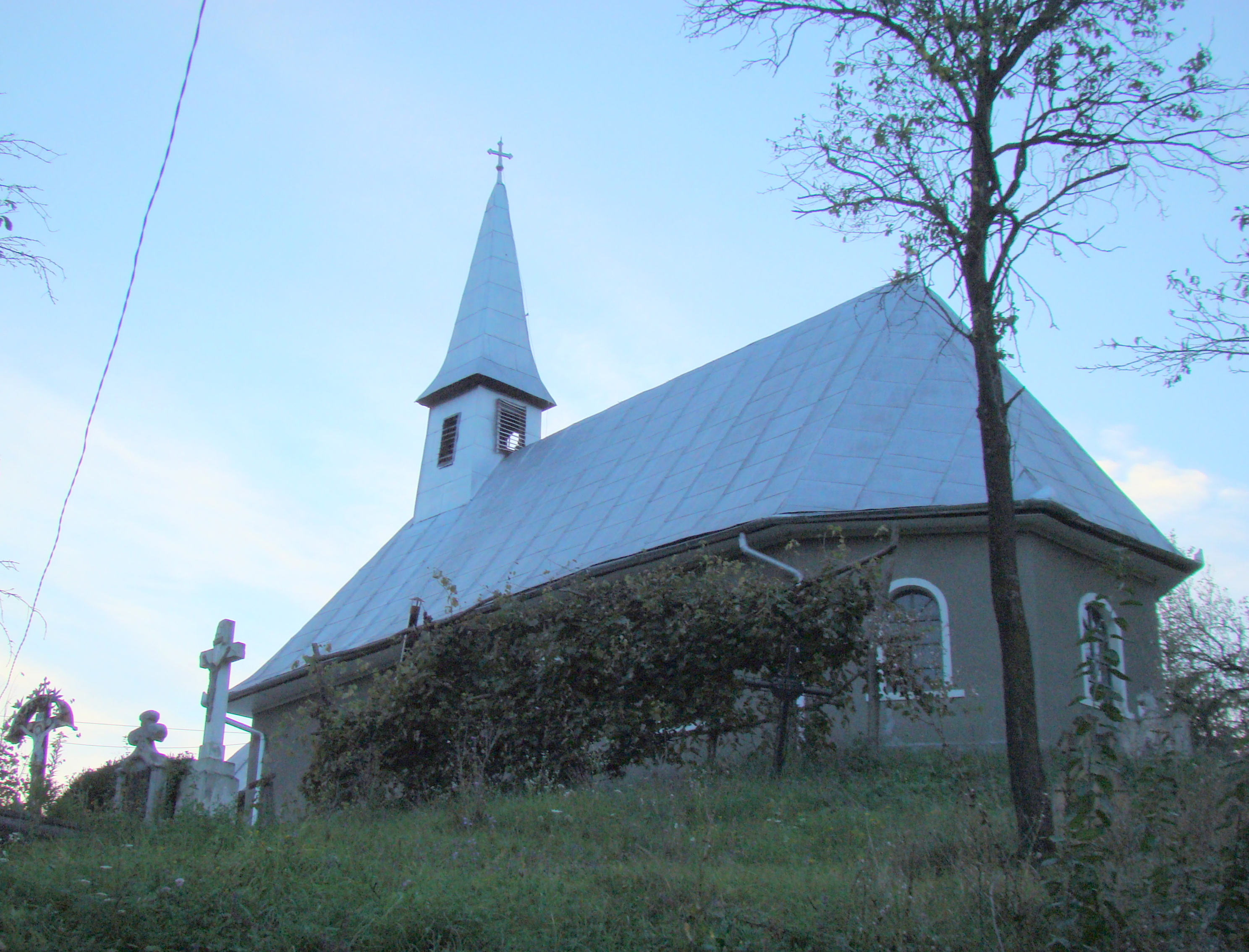
Biserica ortodoxă „Sfinții Arhangheli Mihail și Gavriil”
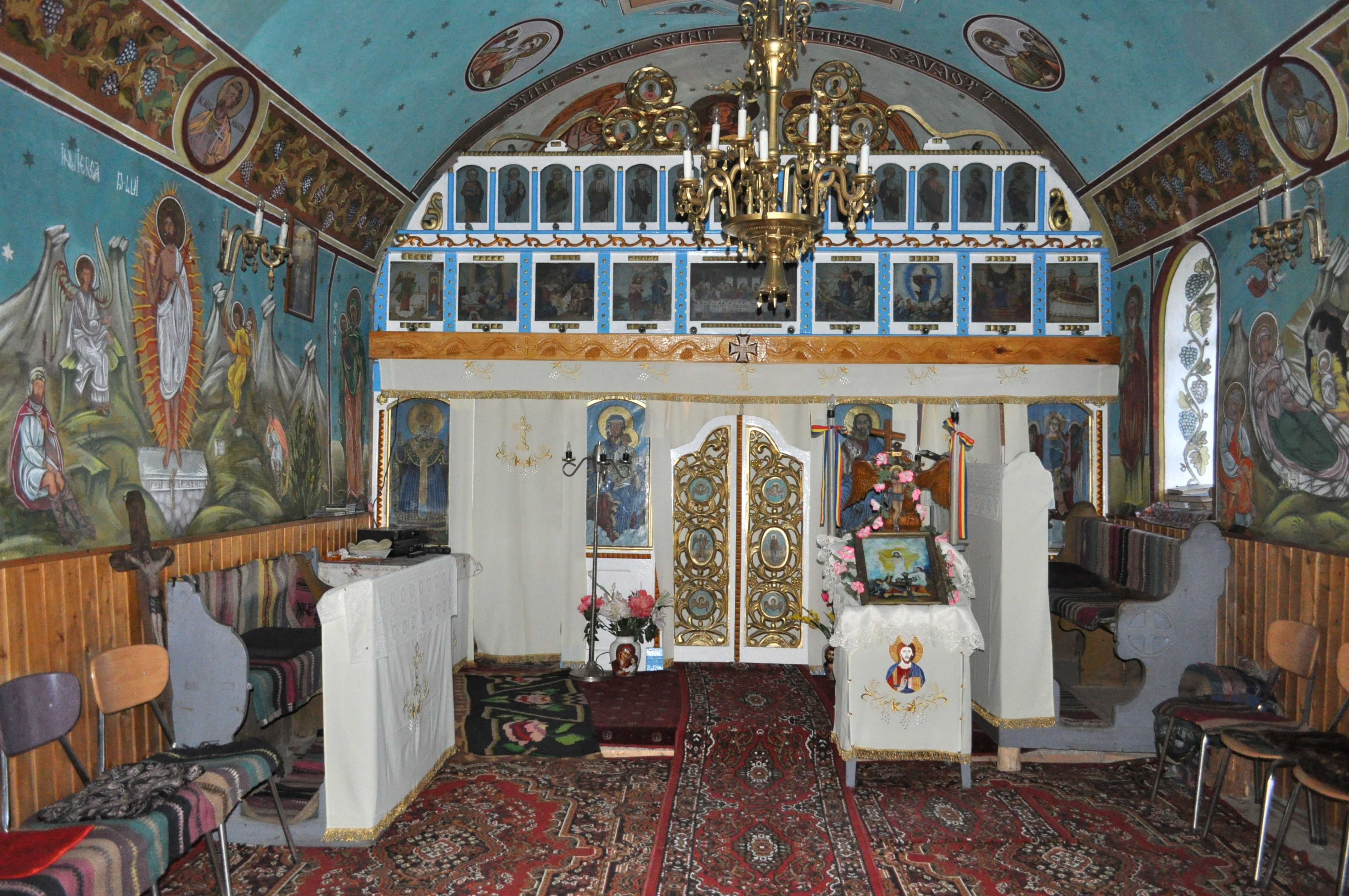
Biserica ortodoxă „Sfinții Arhangheli Mihail și Gavriil” (nava spre iconostas)
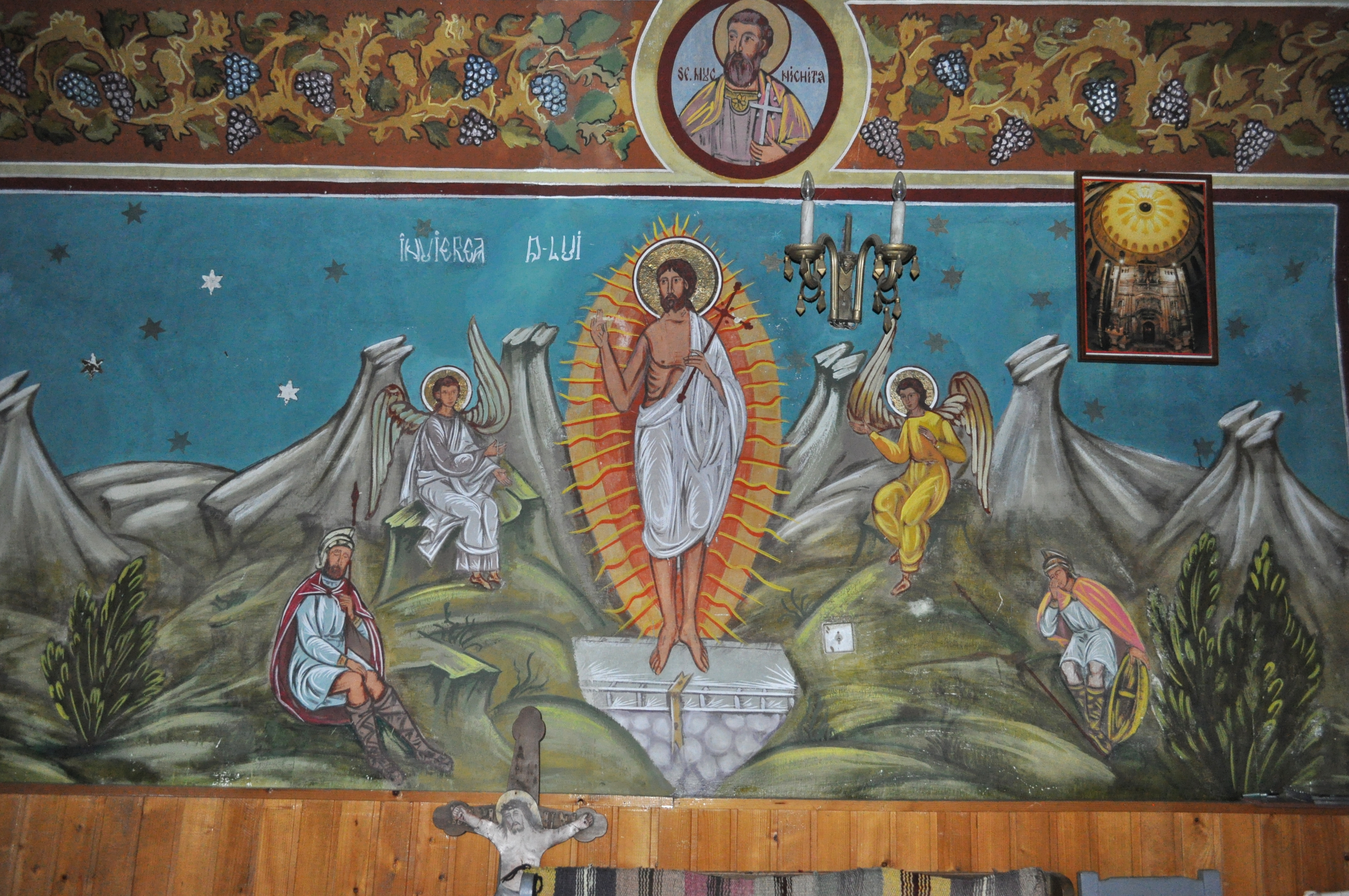
Biserica ortodoxă „Sfinții Arhangheli Mihail și Gavriil” (pictura parietală)
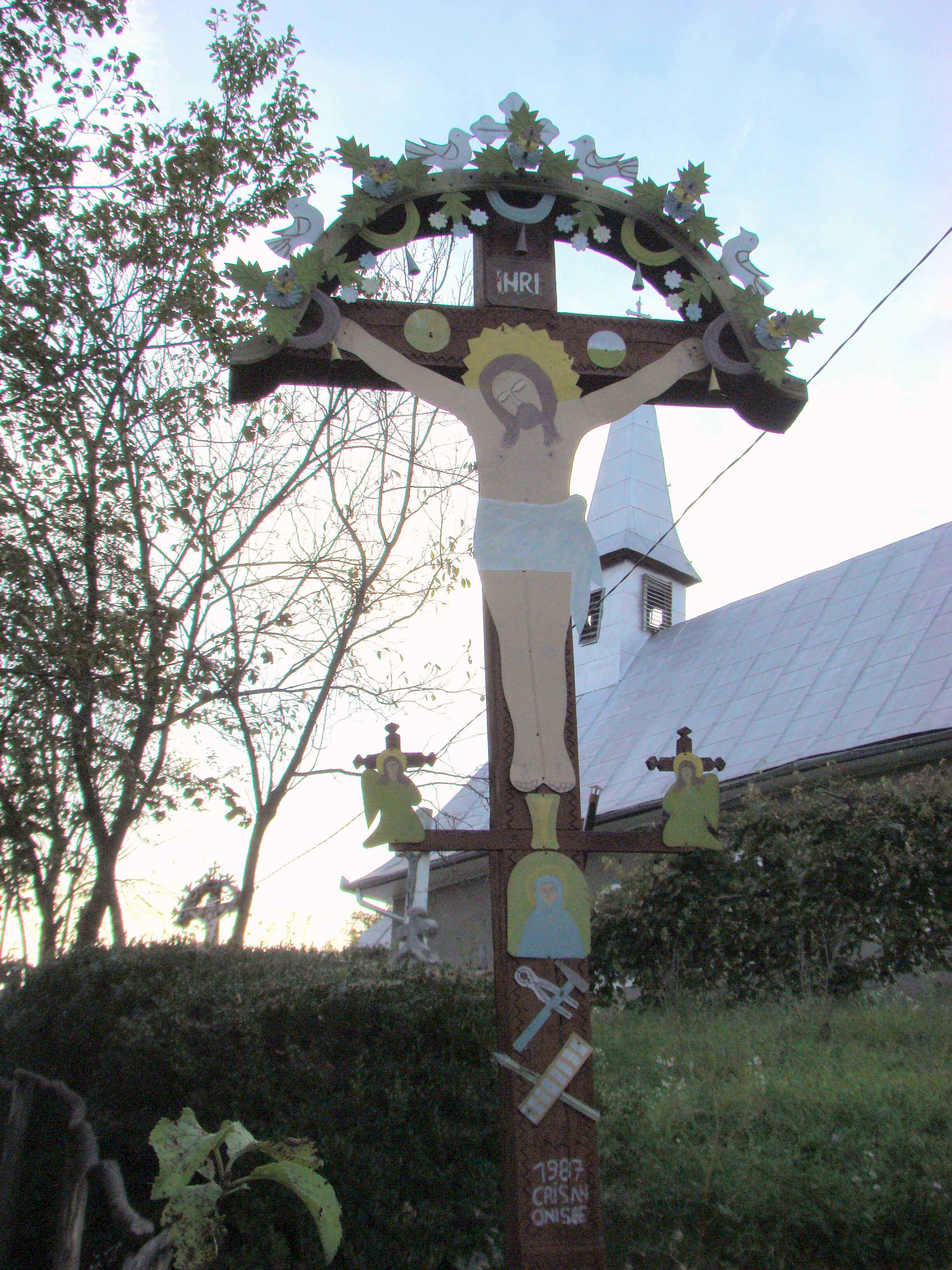
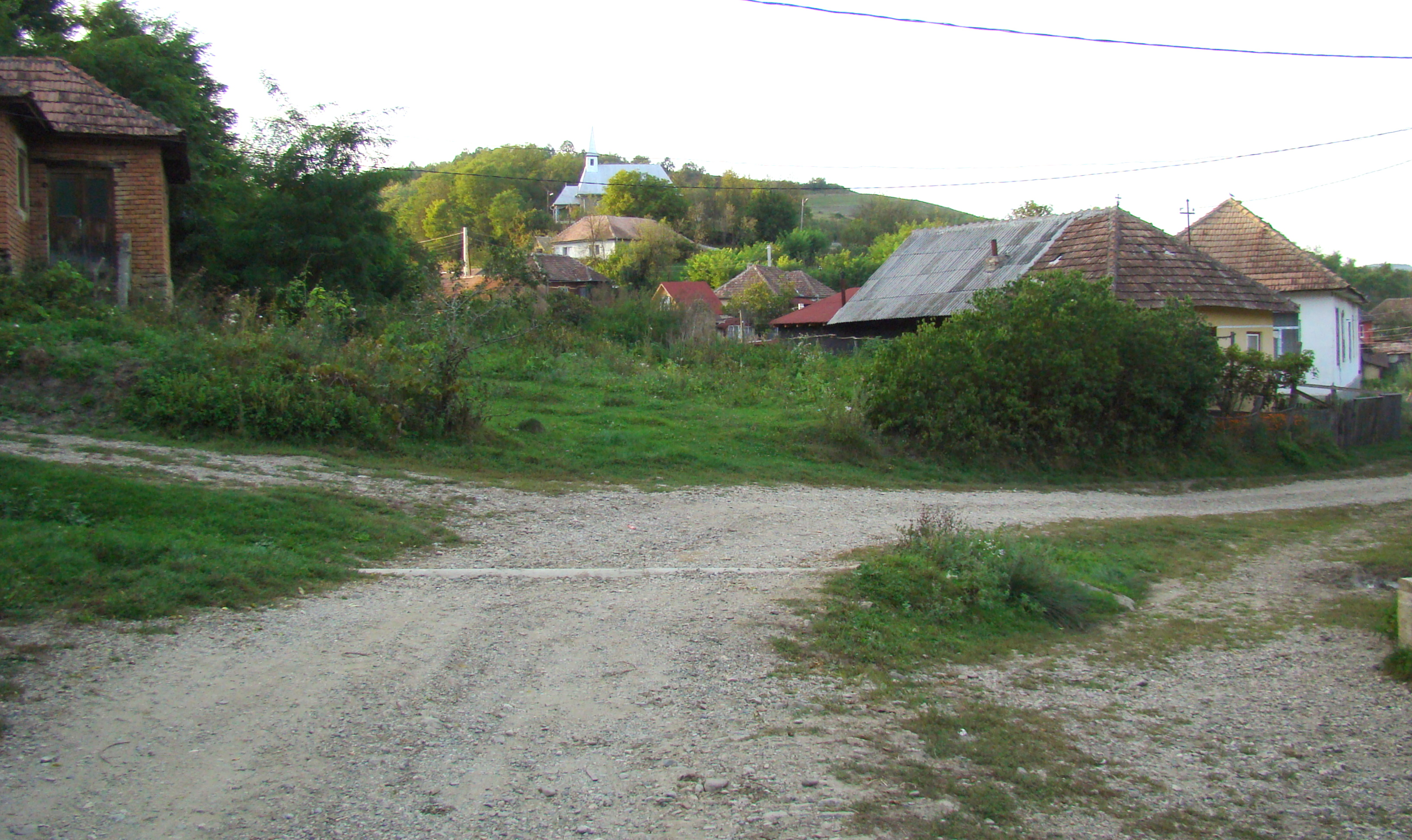
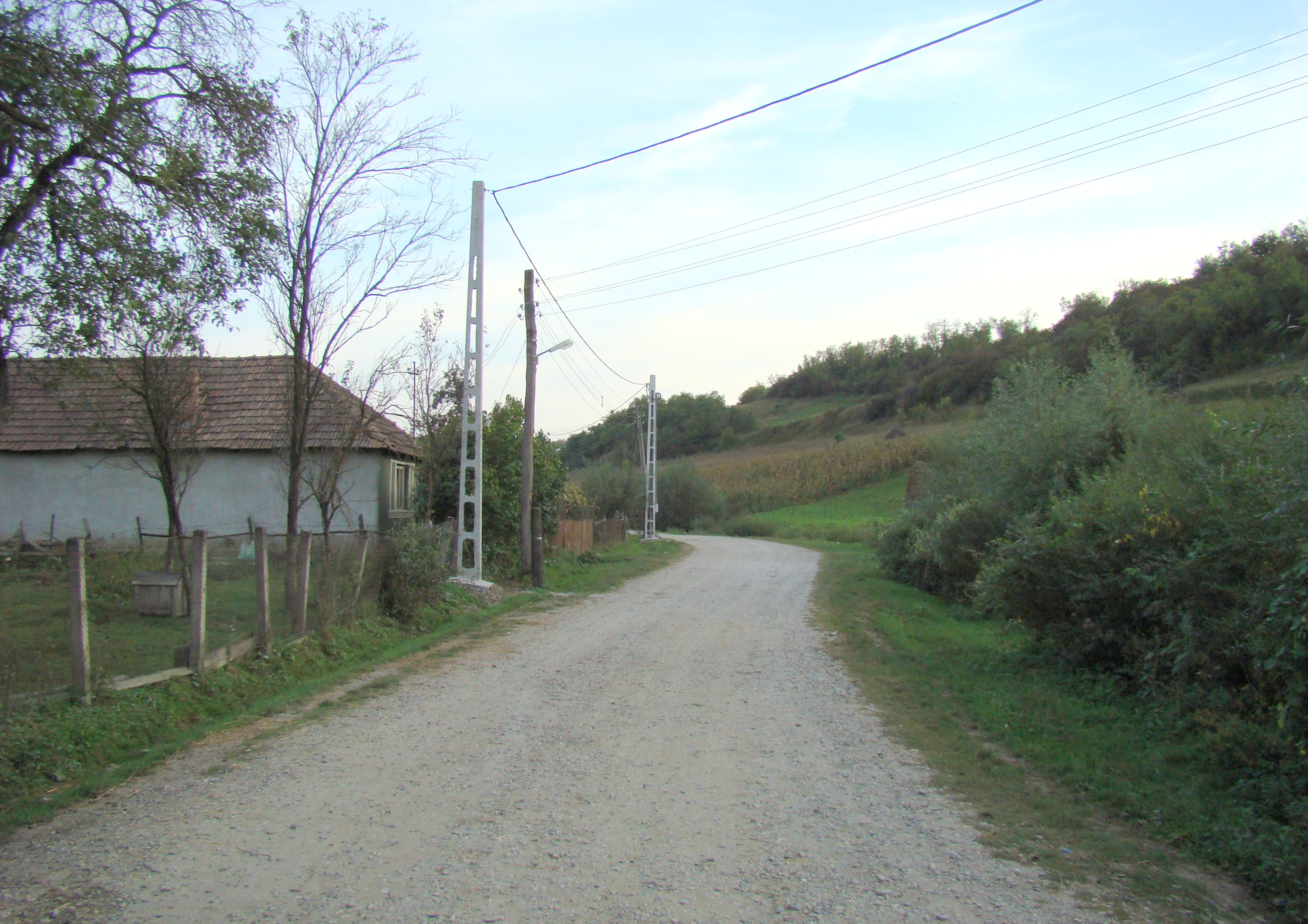
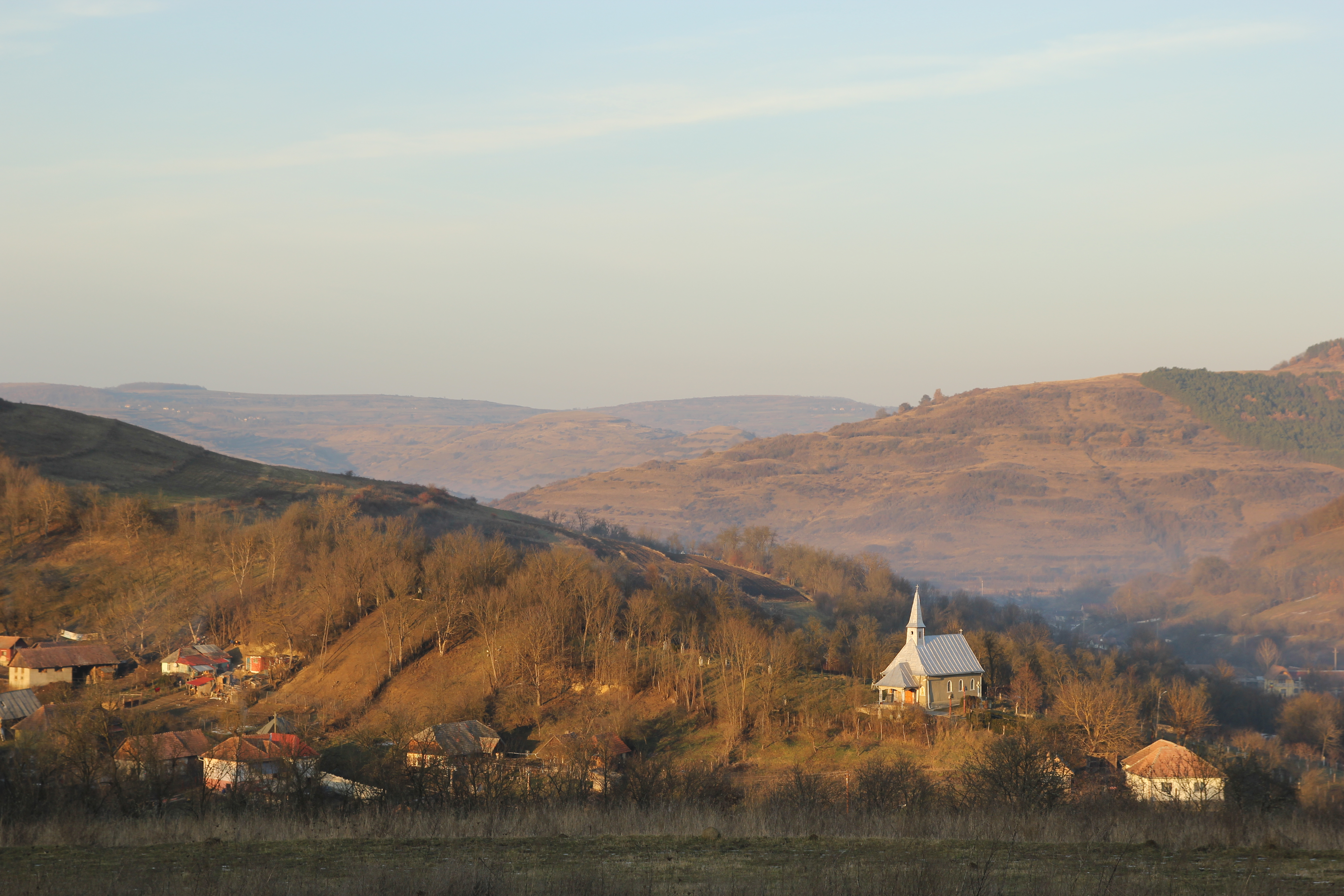

## Legături externe
Materiale media legate de Măhal la Wikimedia Commons